# Sociale geschiedenis
Sociale geschiedenis, (Duits) Sozialgeschichte, (Engels) Social History, (Frans) Histoire sociale, is een tak van het historisch onderzoek, die zich bezighoudt met de maatschappij (of een deel hiervan) in het verleden. Het vakgebied bestudeert geen grote personen of gebeurtenissen, maar die grote groep van mensen waarover weinig in detail is geweten. Men tracht tendensen en structuren te herkennen in samenlevingen uit het verleden, voor een beter inzicht in het groter geheel van de geschiedenis.